# Gary O'Neil
Gary Paul O'Neil (født 18. maj 1983) er en engelsk fodboldtræner, og tidligere fodboldspiller, som senest var træner for Premier League-klubben Wolverhampton Wanderers.

## Klubkarriere

### Portsmouth
O'Neil begyndte sin karriere hos Portsmouth, hvor han gjorde sin førsteholdsdebut i januar 2000, i en alder af kun 16 år. Han etablerede sig som en fast mand på førsteholdet i løbet af 2001-02 sæsonen, trods han stadig var en teenager. Efter ankomsten af nye træner Harry Redknapp i 2002, mistede han dog denne plads igen, og blev i september 2003 udlejet til Walsall for at få noget mere spilletid. Han blev i september 2004 igen udlejet, denne gang til Cardiff City.
Efter sin lejeaftale til Cardiff City, havde han sit andet gennembrud på førsteholdet i løbet af 2004-05 sæsonen, og ville være en fast mand i klubben i resten af sin tid der.

### Middlesbrough
O'Neil skiftede i august 2007 til Middlesbrough. Han spillede mere end 100 kampe i sine 3,5 sæsoner i klubben.

### West Ham United
O'Neil skiftede i januar 2011 til West Ham United. Hans debutsæson hos klubben blev dog endt brat den 16. april 2011, da han blev seriøst skadet efter en meget hård tackling fra Nigel Reo-Coker. Skaden til hans ankel var så slem, at man frygtede for om han kunne komme til at spille igen, og der gik også rygter på, at O'Neil overvejede at ligge en sag an imod Reo-Coker. Dette endte dog aldrig med at blive til noget. Han vendte tilbage efter omkring 200 dage på sidelinjen i november 2011, og spillede for holdet frem til 2013.

### Queens Park Rangers
O'Neil skiftede i august 2013 til Queens Park Rangers, hvor han blev genforenet med sin tidligere træner Harry Redknapp.

### Norwich City
Efter en enkelt sæson hos QPR, skiftede O'Neil i august 2014 til Norwich City. Han tilbragte 2 sæsoner med klubben.

### Bristol City
O'Neil skiftede i juni 2016 til Bristol City.

### Bolton Wanderers
O'Neil skiftede i august 2018 til Bolton Wanderers i august 2018. Han blev kåret som årets spiller i klubben for 2018-19 sæsonen. Denne sæson blev dog også hans sidste som spiller, da han stoppede efter sæsonen.

## Landsholdskarriere
O'Neil repræsenterede England på flere ungdomsniveauer i sin karriere.

## Trænerkarriere

### Tidlige karriere
O'Neils trænerkarriere begyndte i august 2020, da han blev hyret som assistenttræner for Liverpools U/23-hold.

### Bournemouth
Efter at Jonathan Woodgate var blevet hyret som den nye Bournemouth træner, skiftede O'Neil til Bournemouth i februar 2021, for at være del af hans trænerstab. O'Neil og Woodgate havde spillet samme i deres tid i Middlesbrough som spillere. Woodgate havde forladt Bournemouth i juni 2021, men O'Neil blev som del af nye træner Scott Parkers stab. Efter at Parker blev fyret i august 2022, blev O'Neil indsat som midlertidig træner for holdet. Efter en fin periode som midlertidig træner, så blev han i november 2022 ansat på fast basis. Trods en imponerede slutning til sæsonen, som sikrede klubben endnu en sæson i Premier League, så blev O'Neil meget overraskende fyret af Bournemouth i juni 2023.

### Wolverhampton Wanderers
O'Neil blev i august 2023 hyret som træner for Wolverhampton Wanderers efter at Julen Lopetegui havde forladt klubben. Han ledte klubben til en respektabel 14. plads i sin første sæson, men efter en dårlig start på sin anden sæson, så blev han fyret i december 2024 med klubben liggende i nedrykningszonen.